# The Monad of Creation
The Monad of Creation è il secondo full-length della band funeral doom australiana Mournful Congregation. Il materiale registrato in questo disco si basa su lavori realizzati nel corso degli anni novanta.

## Tracce
1. Mother - Water, te Great Sea Wept – 18:21
2. As I Drown in Loveless Rain – 11:21
3. When the Weeping Dawn Beheld Its Mortal Thirst – 10:03
4. The Monad of Creation – 20:53

## Formazione
- Damon Good – voce, basso, chitarra
- Adrian Bickle – batteria
- Justin Hartwig – chitarra